# Уваровський (Волгоградська область)
Уваровський (рос. Уваровский) — хутір в Урюпінському районі Волгоградської області Російської Федерації.
Населення становить 122 особи. Входить до складу муніципального утворення Хоперопіонерське сільське поселення.

## Історія
Хутір розташований у межах українського історичного та культурного регіону Жовтий Клин.
Згідно із законом від 30 березня 2005 року № 1037-ОД органом місцевого самоврядування є Хоперопіонерське сільське поселення.

## Населення
| 2010 |
| ---- |
| 122  |